# روبرت ريد (مهندس)
روبرت ريد (بالإنجليزية: Robert Reid) هو مهندس أمريكي، ولد في 11 يونيو 1924، وتوفي في 18 مايو 2006.